# Albert Finney
Albert Finney (n. 9 mai 1936, Salford, County Borough of Salford⁠(d), Regatul Unit – d. 7 februarie 2019, Londra, Anglia, Regatul Unit) a fost actor, producător și regizor de filme englez. A devenit cunoscut în lumea filmului la începutul anilor 1960 și a avut în continuare o carieră de succes în teatru, film și televiziune.

## Filmografie

### Film
| Year | Title                                             | Role                       | Notes | Ref. |
| ---- | ------------------------------------------------- | -------------------------- | --- | ---- |
| 1960 | The Entertainer                                   | Mick Rice                  | |      |
| 1960 | Saturday Night and Sunday Morning                 | Arthur Seaton              | BAFTA Award for Most Promising Newcomer to Leading Film Roles Mar del Plata International Film Festival Award for Best Actor Nominated – BAFTA Award for Best British Actor |      |
| 1963 | Tom Jones                                         | Tom Jones                  | Golden Globe Award for Most Promising Newcomer – Male Volpi Cup for Best Actor Nominated – Academy Award for Best Actor Nominated – BAFTA Award for Best British Actor Nominated – Golden Globe Award for Best Actor – Musical or Comedy Nominated – Golden Laurel Award for Top Male Comedic Performance |      |
| 1963 | The Victors                                       | Russian Soldier            | |      |
| 1964 | Night Must Fall                                   | Danny                      | |      |
| 1967 | Two for the Road                                  | Mark Wallace               | |      |
| 1968 | Charlie Bubbles                                   | Charlie Bubbles            | Also director |      |
| 1969 | The Picasso Summer                                | George Smith               | |      |
| 1970 | Scrooge                                           | Ebenezer Scrooge           | Golden Globe Award for Best Actor – Musical or Comedy Nominated – Golden Laurel Award for Top Male Comedic Performance |      |
| 1971 | Gumshoe                                           | Eddie Ginley               | Nominated – BAFTA Award for Best Actor in a Leading Role |      |
| 1973 | Alpha Beta                                        | Frank Elliot               | |      |
| 1974 | Murder on the Orient Express                      | Hercule Poirot             | Evening Standard British Film Award for Best Actor Nominated – Academy Award for Best Actor Nominated – BAFTA Award for Best Actor in a Leading Role |      |
| 1975 | The Adventure of Sherlock Holmes' Smarter Brother | Man In opera audience      | Cameo; uncredited |      |
| 1977 | The Duellists                                     | Fouche                     | |      |
| 1981 | Loophole                                          | Mike Daniels               | |      |
| 1981 | Wolfen                                            | Detective Dewey Wilson     | Nominated – Saturn Award for Best Actor |      |
| 1981 | Looker                                            | Dr. Larry Roberts          | |      |
| 1982 | Shoot the Moon                                    | George Dunlap              | Nominated – BAFTA Award for Best Actor in a Leading Role Nominated – Golden Globe Award for Best Actor – Drama |      |
| 1982 | Annie                                             | Oliver 'Daddy' Warbucks    | |      |
| 1983 | The Dresser                                       | Sir                        | Nominated – Academy Award for Best Actor Nominated – BAFTA Award for Best Actor in a Leading Role Nominated – Golden Globe Award for Best Actor – Drama Nominated – Silver Berlin Bear for Best Actor |      |
| 1984 | Under the Volcano                                 | Geoffrey Firmin            | Nominated – Academy Award for Best Actor Nominated – Golden Globe Award for Best Actor – Drama Nominated – Joseph Plateau Award for Best Actor Nominated – National Society of Film Critics Award for Best Actor                                                                                          |      |
| 1987 | Orphans                                           | Harold                     | |      |
| 1990 | Miller's Crossing                                 | Liam 'Leo' O'Bannon        | |      |
| 1990 | Roger Waters – The Wall – Live in Berlin          | The Judge                  | |      |
| 1992 | The Playboys                                      | Constable Brendan Hegarty  | |      |
| 1993 | Rich in Love                                      | Warren Odom                | |      |
| 1994 | The Browning Version                              | Andrew Crocker-Harris      | |      |
| 1994 | A Man of No Importance                            | Alfred Byrne               | |      |
| 1995 | The Run of the Country                            | Danny's Father             | |      |
| 1997 | Washington Square                                 | Dr. Austin Sloper          | |      |
| 1999 | Breakfast of Champions                            | Kilgore Trout              | |      |
| 1999 | Simpatico                                         | Simms                      | |      |
| 2000 | Erin Brockovich                                   | Ed Masry                   | SAG Award for Outstanding Performance by an Actor in a Supporting Role Nominated – Academy Award for Best Supporting Actor Nominated – BAFTA Award for Best Actor in a Supporting Role Nominated – Golden Globe Award for Best Supporting Actor Nominated – Satellite Award for Best Supporting Actor     |      |
| 2000 | Traffic                                           | White House Chief of Staff | SAG Award for Outstanding Performance by a Cast in a Motion Picture |      |
| 2001 | Delivering Milo                                   | Elmore Dahl                | |      |
| 2003 | Big Fish                                          | Edward Bloom - senior      | Nominated – BAFTA Award for Best Actor in a Supporting Role Nominated – Golden Globe Award for Best Supporting Actor Nominated – Saturn Award for Best Actor |      |
| 2004 | Ocean's Twelve                                    | Gaspar LeMarc              | Uncredited cameo |      |
| 2005 | Corpse Bride                                      | Finis Everglot             | Voice |      |
| 2006 | A Good Year                                       | Uncle Henry Skinner        | |      |
| 2006 | Amazing Grace                                     | John Newton                | |      |
| 2007 | The Bourne Ultimatum                              | Dr. Albert Hirsch          | |      |
| 2007 | Before the Devil Knows You're Dead                | Charles Hanson             | Gotham Independent Film Award for Best Ensemble Performance |      |
| 2012 | The Bourne Legacy                                 | Dr. Albert Hirsch          | |      |
| 2012 | Skyfall                                           | Kincade                    | |      |

### Televiziune
| Year      | Title                                   | Role                             | Notes | Ref |
| --------- | --------------------------------------- | -------------------------------- | --- | --- |
| 1959      | Emergency – Ward 10                     | Tom Fletcher                     | 4 episodes |     |
| 1968-1977 | The Tonight Show Starring Johnny Carson | Himself                          | 2 episodes |     |
| 1968-1977 | The Merv Griffin Show                   | Himself                          | 2 episodes |     |
| 1977      | The Mike Douglas Show                   | Himself                          | 1 episode |     |
| 1982      | Late Night with David Letterman         | Himself                          | 1 episode |     |
| 1984      | Pope John Paul II                       | Karol Wojtyła, Pope John Paul II | Television movie |     |
| 1989      | The Endless Game                        | Agent, Alec Hillsden             | TV miniseries (2 episodes) |     |
| 1990      | The Image                               | Jason Cromwell                   | Television movie Nominated – Primetime Emmy Award for Outstanding Lead Actor in a Limited Series or Movie |     |
| 1990      | The Green Man                           | Maurice Allington                | 3 episodes Nominated – British Academy Television Award for Best Actor |     |
| 1996      | Karaoke                                 | Daniel Feeld                     | 4 episodes Nominated – British Academy Television Award for Best Actor |     |
| 1996      | Cold Lazarus                            | Daniel Feeld                     | 4 episodes Nominated – British Academy Television Award for Best Actor |     |
| 1997      | Nostromo                                | Dr. Monygham                     | 4 episodes |     |
| 1998      | A Rather English Marriage               | Reggie                           | Television movie Nominated – British Academy Television Award for Best Actor |     |
| 2001–03   | My Uncle Silas                          | Uncle Silas                      | 9 episodes |     |
| 2002      | The Gathering Storm                     | Winston Churchill                | Television movie British Academy Television Award for Best Actor Broadcasting Press Guild Award for Best Actor Primetime Emmy Award for Outstanding Lead Actor in a Limited Series or Movie Golden Globe Award for Best Actor – Miniseries or Television Film Nominated – Satellite Award for Best Actor – Miniseries or Television Film Nominated – SAG Award for Outstanding Performance by a Male Actor in a Miniseries or Television Movie |     |

### Teatru
| Year      | Title                         | Role                       | Theatre                      | Ref. |
| --------- | ----------------------------- | -------------------------- | ---------------------------- | ---- |
| 1956      | Henry V                       | King Henry                 | Birmingham Repertory Theatre |      |
| 1958      | The Party                     | Soya                       | New Theatre                  |      |
| 1959      | Coriolanus                    | Coriolanus                 | Royal Shakespeare Theatre    |      |
| 1961      | Luther                        | Martin Luther              | Royal Court Theatre          |      |
| 1963      | Luther                        | Martin Luther              | Lunt-Fontanne Theatre        |      |
| 1965      | Black Comedy                  | Harold Gorringe            | Old Vic Theatre              |      |
| 1965      | Much Ado About Nothing        | Don Pedro                  | Old Vic Theatre              |      |
| 1965–1966 | Miss Julie                    | Jean                       | Old Vic Theatre              |      |
| 1966      | A Flea in Her Ear             | Victor Emmanuel Chandebise | Old Vic Theatre              |      |
| 1968      | A Day in the Death of Joe Egg | Bri                        | Brooks Atkinson Theatre      |      |
| 1976      | Hamlet                        | Prince Hamlet              | Royal National Theatre       |      |
| 1976      | Tamburlaine                   | Tamburlaine                | Royal National Theatre       |      |
| 1978      | The Cherry Orchard            | Lopakhin                   | Royal National Theatre       |      |
| 1984      | Serjeant Musgrave's Dance     | Serjeant Musgrave          | Old Vic Theatre              |      |
| 1986      | Orphans                       | Harold                     | Apollo Theatre               |      |
| 1996      | 'Art'                         | Marc                       | Wyndham's Theatre            |      |

## Awards and nominations
- 1960 — Cabotinul  (The Entertainer), regia Tony Richardson
- 1963 — Tom Jones, regia Tony Richardson
- 1974 — Crima din Orient Express (în rolul lui Hercule Poirot)
- 1990 — Război în sânul mafiei (Miller's Crossing), regia Ethan Coen și Joel Coen
- 2007 — Before the Devil Knows You’re Dead, regia Sidney Lumet

## Premii, nominalizări și onoruri
Finney a refuzat oferta de a fi numit Officer of the British Empire (CBE) în 1980, precum și aceea de a fi înnobilat (cavaler, knighthood) în 2000. Actorul englez a critizat astfel de onoruri regale, caracterizâdu-le sub sintagma de „snobism perpetuat” ("perpetuating snobbery").

### Nominalizat la Premii Oscar
- Cel mai bun actor - Tom Jones (1963 - nominalizat)
- Cel mai bun actor - Murder on the Orient Express (1974 - nominalizat)
- Cel mai bun actor - The Dresser (1983 - nominalizat)
- Cel mai bun actor - Under the Volcano (1984 - nominalizat)
- Cel mai bun actor în rol secundar - Erin Brockovich (2000 - nominalizat)

| An   | Categorie                                                 | Pentru                       | Rezultat     |
| ---- | --------------------------------------------------------- | ---------------------------- | ------------ |
| 1964 | Cel mai bun actor în rol principal (Best Actor)           | Tom Jones                    | Nominalizare |
| 1975 | Cel mai bun actor în rol principal (Best Actor)           | Murder on the Orient Express | Nominalizare |
| 1984 | Cel mai bun actor în rol principal (Best Actor)           | The Dresser                  | Nominalizare |
| 1985 | Cel mai bun actor în rol principal (Best Actor)           | Under the Volcano            | Nominalizare |
| 2001 | Cel mai bun actor în rol secundar (Best Supporting Actor) | Erin Brockovich              | Nominalizare |

Actrița americană Julia Roberts a menționat Finney în cuvântarea sa de acceptare a Premiului Oscar, pentru cea mai bună actriță în rol principal din filmul biografic en  Erin Brockovich, caracterizând colaborarea ca fiind „o plăcere de a interpreta cu” [el] (conform, "a pleasure to act with".

### Premiile BAFTA
Finney a fost propus pentru nominalizare la Premiile BAFTA de treisprezece ori (de nouă ori pentru film și de patru ori pentru televiziune), câștigând două premii între 1960 și 2013. 
| Premiu                                                                                  | Pentru                             | An   | Rezultat              |
| Cel mai bun actor britanic (Best British Actor)                                         | 'Saturday Night and Sunday Morning | 1960 | Nominalizare          |
| Cel mai promițător nou venit (Most Promising Newcomer)                                  | Saturday Night and Sunday Morning  | 1960 | Câștigat              |
| Cel mai bun actor britanic (Best British Actor)                                         | Tom Jones                          | 1963 | Nominalizare          |
| Cel mai bun actor (Best Actor)                                                          | Gumshoe                            | 1973 | Nominalizare          |
| Cel mai bun actor (Best Actor)                                                          | Murder on the Orient Express       | 1974 | Nominalizare          |
| Cel mai bun actor (Best Actor)                                                          | Shoot the Moon                     | 1982 | Nominalizare          |
| Cel mai bun actor (Best Actor)                                                          | The Dresser                        | 1983 | Nominalizare          |
| Cel mai bun actor de televiziune (Best Actor - BAFTA TV Awards)                         | The Green Man                      | 1990 | Nominalizare          |
| Cel mai bun actor de televiziune (Best Actor - BAFTA TV Awards)                         | Karaoke / Cold Lazarus             | 1996 | Nominalizare          |
| Cel mai bun actor de televiziune (Best Actor - BAFTA TV Awards)                         | A Rather English Marriage          | 1998 | Nominalizare          |
| Cel mai bun actor în rol secundar (Best Supporting Actor)                               | Erin Brockovich                    | 2000 | Nominalizare          |
| Cel mai bun actor de televiziune (Best Actor - BAFTA TV Awards)                         | The Gathering Storm                | 2002 | Câștigat              |
| Cel mai bun actor în rol secundar (Best Supporting Actor)                               | Big Fish                           | 2013 | Nominalizare          |
| Premiul BAFTA Fellowship (pentru întreaga sa activitate) BAFTA Academy Fellowship Award |                                    | 2001 | Premiu onorific BAFTA |

## Legături externe
- en  Albert Finney la Internet Movie Database
- en  Albert Finney  la Screenonline (British Film Institute)
- en Albert Finney la Internet Broadway Database
- en  Albert Finney la Comedy UK
- en  Albert Finney la Find a Grave
- en  Albert Finney filmography at the British Film Institute